# Гора (Полтавский район)
Гора (укр. Гора) — село в Щербаневском сельском совете Полтавского района Полтавской области Украины.
Код КОАТУУ — 5324087702. Население по переписи 2001 года составляло 767 человек.

## Географическое положение
Село Гора находится на правом берегу реки Ворскла, выше по течению примыкает село Нижние Млыны, а в 1,5 км — город Полтава. Примыкает к селу Шмыгли. Река в этом месте извилистая, образует лиманы, старицы и заболоченные озёра.